# 島津久林
島津 久林（しまづ ひさもり）は、室町時代の武将。薩摩国島津氏の分家・総州家最後の（5代）当主。
4代当主・島津久世の子として誕生。

## 概要
応永24年（1417年）、父の久世が島津宗家8代当主・島津久豊により謀殺される。久林は川内碇山城にて抵抗していたが、頼みとしていた伊集院頼久が降伏したため祖父・守久の下へ逃げ込む。守久が宗家9代当主・忠国に敗れると、守久と共に肥前国に亡命した。
その後、真幸院の徳満城に潜伏していたが、忠国に急襲され自害、総州家は断絶する。